# Dalekie pawilony
Dalekie pawilony (ang. The Far Pavilions) – czterotomowa angielska powieść historyczna pióra Mary Margaret Kaye z 1978 roku, której akcja dzieje się Indiach w latach 1852–1879. Autorka podejmuje w niej zagadnienie przeżyć człowieka o podwójnej naturze. 

## Tom pierwszy
Główny bohater, Ashton Pelham-Martyn, syn angielskiego lingwisty i etnologa, zostaje wcześnie osierocony. Induska Sita pełniąca rolę niańki zabiera pięcioletniego chłopca do Delhi, by znajomi jego ojca odesłali go do rodziny w Anglii. Jednak na miejscu okazuje się, że na skutek powstania Sipajów (1857 r.) wszyscy Europejczycy, jeśli nie uciekli, to zostali zabici przez rebeliantów bez względu na wiek i płeć. W takiej sytuacji Sita w obawie o życie  podopiecznego postanawia wychować go jak swoje dziecko (jest to łatwe, ponieważ ma on ciemne włosy i karnację) i nadaje mu imię Ashok, przy czym nie niszczy dokumentów świadczących o jego prawdziwym pochodzeniu.
Po wielu wędrówkach dotarli do księstwa Gulkot, gdzie Ashok uratował życie następcy tronu - Laldżiemu. Został za to zatrudniony przez niego jako jego służący, zaś Sita została pokojówką przyrodniej siostry Laldżiego księżniczki Andżuli, zwanej ze względu na mieszane pochodzenie (jej matka była pół-Hinduską, pół-Rosjanką) pogardliwie Kajri (dosł. niedojrzały owoc mango).  Podczas służby Ashok kilkakrotnie ratuje życie swego pana przed zamachami, jakie organizuje inna żona władcy Gulgotu chcąca przez to zapewnić tron swemu synowi – Nandu. Gdy dociera do niej, kto udaremnia jej plany, postanawia pozbyć się Ashoka. Bohater i jego matka muszą uciekać z księstwa (1863 r.), w czym pomaga im koniuszy Koka Dad. Ale zanim to się stało, Ashok przełamał medalion, jaki mu dała Andżuli i przekazawszy jej jedną połowę obiecał, że kiedyś po nią wróci.
W trakcie ucieczki przed wysłanym pościgiem Sita umiera z wyczerpania, jednak zdąża wyjawić synowi całą prawdę i przekazać dokumenty jego ojca.  Jedenastoletni Ashok nie mogąc w to uwierzyć udał do Mardanu, gdzie w stacjonującym tam Korpusie Zwiadowców służy syn Koky Dada – Zarin. Ten po wysłuchaniu jego powieści przekazał ją swemu przełożonemu, który ją potwierdził. Wojskowi po naradach wysłali Ashoka do jego prawdziwej rodziny do Anglii. Spędził tam siedem lat i z oporami przyswajał sobie zasady życia białego człowieka. Cały czas był sercem z krajem swej przybranej matki, który bardziej uważał za swoją ojczyznę. Języka dzieciństwa nie zapomniał tylko dlatego, że jeden z wojskowych uznał, iż chłopiec wychowany w przeświadczeniu, że jest Hindusem (nie tylko mówiący, ale i myślący jak on) może w przyszłości okazać się dobrym żołnierzem dla Korpusu Zwiadowców. Dlatego porozumiał się z jego prawnymi opiekunami i ci zgodzili się, by Ash przebywał w trakcie wakacji w domu pewnego pułkownika, którego służący pochodzący z Indii udzielali mu lekcji. 
Ashton powrócił do Indii w 1871 roku i wstąpił do Korpusu Zwiadowców. Przez najbliższe dwa lata był zaręczony z poznaną na statku Belindą Harlowe, która okazała się jednak nie taka, za jaką ją uważał. Przejąwszy się bardzo tym zawodem miłosnym nie zauważył jak jeden z jego podkomendnych ukradł karabiny i uciekł z nimi za granicę do Afganistanu. Ash udaje się za nim w pościg, by odzyskać broń, ale robi to bez wyraźnej zgody dowództwa.

## Tom drugi
Po dwóch latach od zniknięcia Ashton Pelham-Martyn powraca do Mardanu z odzyskanymi karabinami (1875 r.). Dowództwo wymierzając mu łagodną karę za niesubordynację zesłało go do obozu wojskowego w Rawalpindi, gdzie poznał przyjaciela Waltera Hamiltona. 
Wkrótce przydzielono mu zadanie eskortowania orszaku ślubnego dwóch sióstr władcy Karidkotu do Bitoru. W trakcie wykonywania tej długiej (jak się okazało - ośmiomiesięcznej) misji Ash dowiedział się mimochodem ku swemu zaskoczeniu, że Karidkot to w rzeczywistości dawne księstwo Gulkot, jedna z eskortowanych przez niego księżniczek - Szuszila - to córka tej samej żony rany, która wydała wyrok na niego kiedy był Ashokiem, zaś druga - jego przyjaciółka Andżuli, która ma teraz osiemnaście lat. Jeszcze bardziej zdziwiło go to, że na audiencji u księżniczek nie poznał Andżuli w tej (jak uważał) pięknej kobiecie jaką ujrzał. Pod koniec wizyty udał, że podnosi coś co Andżuli upuściła, a co było połową medalionu jaki mu przed laty dała. Księżniczka wyraziła podziękowanie, ale szybko zorientowała się, że swoją połowę nosi ciągle na szyi, co wprowadziło ją w zakłopotanie. Widząc to Ash szybko udał się do swego namiotu. Jeszcze tej samej nocy Andżuli złożyła mu po kryjomu wizytę, by dowiedzieć się skąd ma ten przedmiot, który dała swemu przyjacielowi i czy wszystko z nim i jego matką dobrze.  Dochodzi wówczas między mini do rozmowy, w której Ash stara się jej udowodnić, że to on jest dawnym Ashokiem. Ona z początku mu nie wierzy, ale w końcu dociera do niej, że mówi prawdę.
Pod koniec misji Ash doszedł do wniosku, że kocha Andżuli, ale jednocześnie nie wie, czy i ona czuje to samo do niego. Wątpliwości rozwiały się, kiedy zaskoczeni na wieczornych przejażdżkach konnych (miał on wtedy obowiązek czuwać nad jej bezpieczeństwem) przez burzę piaskową, schronili się w jaskini. Doszło w niej między nimi do zbliżenia, po którym Andżuli wyjawiła mu, że go też kocha. Ash zaproponował jej, by z nim uciekła i by mogli żyć we dwoje, ale Andżuli odmawia. Tłumaczy mu, że obiecała towarzyszyć swej przyrodniej siostrze Szuszili przeznaczonej na pierwszą żonę rany Bitoru, ponieważ Szuszila panicznie boi się, że zostanie spalona na stosie pogrzebowym męża (zwyczaj Sati). Ash stara się jej to wyperswadować; mówi że Szuszila jest wystarczająco dorosła, sama sobie poradzi w Bitorze, a jej pomoc i poświęcenie ma za nic. Ale do Andżuli to nie przemawia. 
Ostatecznie dochodzi do małżeństwa między władcą Bitoru a księżniczkami. Bohater nie może temu zapobiec i tylko przygląda się z bólem serca.

## Tom trzeci
Po powrocie do Mardanu w 1876 roku Ashton wdaje się w bójkę, za co zostaje wysłany do pułku w Gudżaracie, w którym spędza dwa lata na polowaniach, przejażdżkach i rozmyślaniach o swym życiu. Przypadkiem dociera do niego wiadomość, że władca Bitoru jest poważnie chory i wszystko wskazuje na to, że jego żony zostaną zgodnie z dawnym zwyczajem spalone z nim na stosie. Nie mogąc do tego dopuścić, stara się interweniować u władz brytyjskich, które pozostają głuche na jego apele. 
W końcu wyruszył z zaprzyjaźnionymi ludźmi do Bitoru z zamiarem uratowania księżniczek. Udało mu się ocalić tylko Andżuli. Podczas podróży morskiej do Mardanu zaprzyjaźniony kapitan udzielił im potajemnego ślubu, ponieważ Ash zdaje sobie sprawę, że ich związku nigdy nie zaakceptują ani jego, ani jej rodacy ze względu na ich odrębną rasę i religię. Podczas jednej z rozmów Andżuli przyznała mu rację, że nie mylił się wcale, jeśli chodzi o Szuszilę - postanowiła sama spłonąć na stosie rany, zaś ją kazała oślepić (to drugie bohater udaremnił) - i zapewniła go, że przez ten cały czas pobytu w Bitorze nie przestała go kochać.

## Tom czwarty
Po powrocie do Mardanu Ash rozpoczyna służbę w wywiadzie na terenie Afganistanu, którego emir nie zgadzając się na budowę konsulatu Wielkiej Brytanii w swym kraju zawiera przymierze z Rosją. Wybucha druga wojna afgańska (1878–1881), w wyniku której konsulat brytyjski w Kabulu zostaje wybudowany, a jego eskortę wojskową powierzono przyjacielowi głównego bohatera, Walterowi Hamiltonowi. 
Jednak niezadowoleni żołnierze emira domagają się zaległego żołdu od konsulatu brytyjskiego, który im odmawia. W odpowiedzi Afgańczycy napadają na konsulat i zabijają w nim wszystkich, w tym Waltera. Przeżył tylko Ash działający w przebraniu. Po tym wydarzeniu i rozmowie z Andżuli postanowił zerwać ze swym dotychczasowym życiem i udać się z nią na poszukiwanie górskiej doliny, w której mogliby żyć razem w spokoju i gdzie nikt nie zwracałby uwagi na dzielące ich różnice. 
Powieść kończy poniższe zdanie:
I być może znaleźli w końcu swoje wyśnione królestwo.

## Znaczenie tytułu
Dalekie Pawilony (oryg. Dar Chaim) to nazwa gór w księstwie Gulkot, do których główny bohater modli się od  dzieciństwa. Przyczyną tego jest to, że wychowany z jednej strony przez hinduskę Site, a z drugiej przez muzułmanina Kokę Dada, stanął na rozdrożu. Poznając religię obydwu stron, postanowił sam sobie wybrać wiarę i zaczął czcić Boga pod postacią owych gór.